# Saint-François-Xavier
Saint-François-Xavier är en kyrkobyggnad i Paris, helgad åt den helige Frans Xavier. Kyrkan är belägen vid Avenue de Villars i Paris sjunde arrondissement.